# Энергетика Ивановской области
Энергетика Ивановской области — сектор экономики региона, обеспечивающий производство, транспортировку и сбыт электрической и тепловой энергии. По состоянию на начало 2021 года, на территории Ивановской области эксплуатировались 6 тепловые электростанций общей мощностью 874,9 МВт. В 2020 году они произвели 1454 млн кВт·ч электроэнергии.

## История
Первые небольшие электростанции в Ивановской области появились в конце 19 века. К 1890 году три энергоустановки имелись на предприятиях Иваново (тогда — Иваново-Вознесенска), они не только обеспечивали промышленные нужды, но и использовались для освещения административных зданий. К 1912 году количество таких небольших электростанций в Иваново-Вознесенске возросло до 20 штук. Первым городом региона, получившим уличное электрическое освещение, стала Шуя, где по состоянию на 1909 год имелась электростанция, обеспечивающая работу 95 фонарей с дуговыми электрическими лампами. В Иваново первая электростанция общего пользования, позволившая наладить уличное электрическое освещение, появилась в 1910 году. По состоянию на 1920 год, на территории современной Ивановской области имелись электростанции общей мощностью 14,6 МВт, в том числе 12,5 МВт паровых и 2,1 МВт дизельных, что являлось по тем временам достаточно существенным показателем. Наиболее крупными являлись электростанция прядильной фабрики Шуйской мануфактуры мощностью 2,5 МВт, электростанция ткацкой фабрики Ивана Гарелина мощностью 2,75 МВт в Иваново, электростанция прядильно-ткацкой фабрики мощностью 2,6 МВт в с. Тейково.
Тем не менее, эти мощности были недостаточными, поэтому в соответствии с планом ГОЭЛРО в 1928 году была введена в эксплуатацию Ивановская ТЭЦ-1, оборудование которой включало в себя три турбоагрегата общей мощностью 14 МВт, а с 1932 года станция начала поставлять тепло в дома жителей Иваново. В 1927 году было начато строительство работающей на торфе Ивановской ГРЭС. Первый малый турбоагрегат этой станции был пущен в 1930 году, а в 1930—1931 годах были введены в эксплуатацию два основных турбоагрегата мощностью по 24 МВт. Одновременно были построены линии электропередачи напряжением 110 кВ, соединявшие станцию с основными промышленными центрами области. С 1931 года энергетическое хозяйство региона концентрируется в Иваново-Вознесенском районном управлении государственных электрических сетей (впоследствии — РЭУ «Ивэнерго»). В 1933 году были объединены Ивановская и Горьковская энергосистемы.
К 1949 году мощность Ивановской ГРЭС увеличивается до 134 МВт. В 1950 году было начато строительство Ивановской ТЭЦ-2, первый турбоагрегат которой пустили уже в 1954 году. С 1940-х годов начинается активная электрификация сельской местности, первоначально путём строительства небольших электростанций (дизельных и малых ГЭС), в частности к концу 1940-х годов в области работало 40 малых гидроэлектростанций. Если в 1945 году электроэнергия была лишь в 8 % сельских хозяйств, то к 1960 году уровень электрификации сельской местности превысил 80 %, а в 1965 году централизованная электрификация региона была завершена, неэффективные мелкие станции были выведены из эксплуатации.
В 1970 году было начато строительство крупнейшей электростанции региона — Ивановской ТЭЦ-3. Новая станция стала вырабатывать тепло в 1974 году, а электроэнергию — в 1977 году. В 1980-х годах была модернизирована Ивановская ГРЭС с монтажом трёх газотурбинных установок отечественного производства, при этом паротурбинные турбоагрегаты были выведены из эксплуатации. В 1990-х годах газотурбинные установки были остановлены, а в 2001 году на площадке Ивановской ГРЭС был введён в эксплуатацию стенд для отработки газотурбинной установки с турбиной ГТД-110, который функционировал в режиме выработки электроэнергии. В 2005 году на площадке станции началось строительство энергоблоков Ивановских ПГУ, первый из которых был пущен в 2008 году, второй — в 2012 году. В 2013 году первый энергоблок был законсервирован, запланировано его восстановление. В 2012 году была введена в эксплуатацию парогазовая Родниковская ТЭЦ.

## Генерация электроэнергии
По состоянию на начало 2021 года, на территории Ивановской области эксплуатировались 6 тепловых электростанций общей мощностью 874,9 МВт — Ивановские ПГУ, Ивановская ТЭЦ-2, Ивановская ТЭЦ-3, Родниковская ТЭЦ, электростанции ОАО «РИАТ» и ООО «Ивановская тепловая электростанция».

### Ивановские ПГУ
Расположена в г. Комсомольске, ранее носила название Ивановская ГРЭС. Парогазовая электростанция, в качестве топлива использует природный газ. Турбоагрегаты станции введены в эксплуатацию в 2012 году, при этом сама станция работает с 1930 года. Установленная электрическая мощность станции — 325 МВт, тепловая мощность — 79 Гкал/час. Оборудование станции скомпоновано в один энергоблок (ещё один энергоблок с 2013 года законсервирован), и включает в себя две газотурбинные установки, два котла-утилизатора и паротурбинный турбоагрегат. Принадлежит АО «Интер РАО — Электрогенерация».

### Ивановская ТЭЦ-2
Расположена в г. Иваново, один из источников теплоснабжения города. Паротурбинная теплоэлектроцентраль, в качестве топлива использует природный газ. Турбоагрегаты станции введены в эксплуатацию в 1968—1987 годах, при этом сама станция эксплуатируется с 1954 года. Установленная электрическая мощность станции — 200 МВт, тепловая мощность — 671,5 Гкал/час. Оборудование станции включает в себя пять турбоагрегатов, три мощностью 25 МВт, один 60 МВт и один — 65 МВт, а также восемь котлоагрегатов. Принадлежит ПАО «Т Плюс».

### Ивановская ТЭЦ-3
Расположена в г. Иваново, один из источников теплоснабжения города. Крупнейшая электростанция региона. Паротурбинная теплоэлектроцентраль, в качестве топлива использует природный газ. Введена в эксплуатацию в 2013 году. Установленная электрическая мощность станции — 330 МВт, тепловая мощность — 876 Гкал/час. Оборудование станции включает в себя четыре турбоагрегата, один мощностью 60 МВт, два по 80 МВт и один — 110 МВт, а также пять котлоагрегатов. Принадлежит ПАО «Т Плюс».

### Родниковская ТЭЦ
Расположена в г. Родники, один из источников теплоснабжения города, также обеспечивает энергоснабжение индустриального парка «Родники». Парогазовая теплоэлектроцентраль, в качестве топлива использует природный газ. Турбоагрегаты станции введены в эксплуатацию в 2012 году. Установленная электрическая мощность станции — 17 МВт, тепловая мощность — 95,4 Гкал/час. Оборудование станции включает в себя две газотурбинные установки мощностью по 6 МВт, два котла-утилизатора, два паротурбинных турбоагрегата мощностью по 2,5 МВт и три паровых котла. Принадлежит ООО "УК Индустриальный парк «Родники».

### Электростанции промышленных предприятий
На территории Ивановской области действуют две небольшие электростанции, обеспечивающее энергоснабжение отдельных промышленных предприятий:
- ЭС ОАО «РИАТ» — расположена в г. Иваново, мощность 2,25 МВт;
- ЭС ООО «Ивановская тепловая электростанция» — расположена в д. Бухарово Ивановского района, мощность 0,62 МВт.

## Потребление электроэнергии
Потребление электроэнергии в Ивановской области (с учётом потребления на собственные нужды электростанций и потерь в сетях) в 2020 году составило 3351 млн кВт·ч, максимум нагрузки — 588 МВт. Таким образом, Ивановская область является энергодефицитным регионом по электроэнергии и энергоизбыточным по мощности. Функции гарантирующего поставщика электроэнергии выполняет Ивановский филиал АО «ЭнергосбыТ Плюс».

## Электросетевой комплекс
Энергосистема Ивановской области входит в ЕЭС России, являясь частью Объединённой энергосистемы Центра, находится в операционной зоне филиала АО «СО ЕЭС» — «Региональное диспетчерское управление энергосистемы Костромской и Ивановской областей» (Костромское РДУ). Энергосистема региона связана с энергосистемами Костромской области по четырём ВЛ 500 кВ, четырём ВЛ 220 кВ и трём ВЛ 110 кВ, Ярославской области по двум ВЛ 220 кВ, Нижегородской области по одной ВЛ 500 кВ, одной ВЛ 220 кВ и двум ВЛ 110 кВ, Владимирской области по трём ВЛ 500 кВ, одной ВЛ 220 кВ и трём ВЛ 110 кВ.
Общая протяженность расположенных на территории Ивановской области 94 линий электропередачи напряжением 110—220 кВ составляет 2533,7 км. Магистральные линии электропередачи напряжением 220—500 кВ эксплуатируются филиалом ПАО «ФСК ЕЭС» — «Вологодское ПМЭС», распределительные сети напряжением 110 кВ и ниже — филиалом ПАО «Россети Центр и Приволжье» — «Ивэнерго» (в основном) и территориальными сетевыми организациями.